# Zingiber nudicarpum
Zingiber nudicarpum är en enhjärtbladig växtart som beskrevs av Ding Fang. Zingiber nudicarpum ingår i släktet Zingiber och familjen Zingiberaceae. Inga underarter finns listade i Catalogue of Life.